# Julian Tuwim
Julian Tuwim (Łódź, 13 settembre 1894 – Zakopane, 27 dicembre 1953) è stato un poeta polacco.
Fu una delle maggiori figure della letteratura polacca, conosciuto principalmente per il suo contributo alla letteratura per l'infanzia. 

## Biografia
Nacque nella città di Łódź in Polonia, studiò a Łódź e a Varsavia dove frequentò i corsi di legge e filosofia all'Università di Varsavia. Nel 1919 fu cofondatore e leader, assieme ad Antoni Słonimski e a Jarosław Iwaszkiewicz, del gruppo sperimentale di poesia Skamander.
Poeta di ricca sensibilità portò con i suoi primi versi, il poema Wiosna (Primavera), una vera rivoluzione nel mondo letterario per la vitalità, il dinamismo, le vigorose onomatopee. Nel 1929 sulla rivista Robotnik pubblicò la poesia A un uomo semplice, un testo contro la guerra in cui, antesignano, afferma che le guerre si combattono per il petrolio. L'amore gli fece comporre liriche eccellenti raccolte nel volumetto Siodma jesien (Settimo autunno): l'antica lotta di Odisseo che, tornato alla sua dimora, ode il richiamo della sirena che ha la voce del suo primo amore e lo chiama, lo attira e lo seduce. Tuttavia, è la religiosità una delle note caratteristiche della sua personalità, che raggiunge il suo apice nella poesia Il Cristo nella città. Oltre a quelle citate, sono da ricordare le raccolte di poesie: Czyhanie na Boga (imboscata a Dio), Sokrates tanczacy  (Socrate danzante, 1920), Slowa we krwi (Parole nel sangue, 1926), Biblia cyganska (Bibbia degli Zingari, 1935), Tresc gorejaca (L'essenza ardente) e Kwiaty Polskie (Fiori polacchi) pubblicato a New York.
Trascorse la seconda guerra mondiale in esilio in Romania, Francia, Portogallo e Brasile, arrivando poi negli Stati Uniti nel 1942. A New York collaborò con il settimanale Wiadomości Polskie, da cui prese però le distanze a causa di alcune differenze di vedute nei confronti dell'Unione Sovietica. Nel 1946 ritornò in Polonia e si stabilì a Varsavia dove continuò la sua attività letteraria.

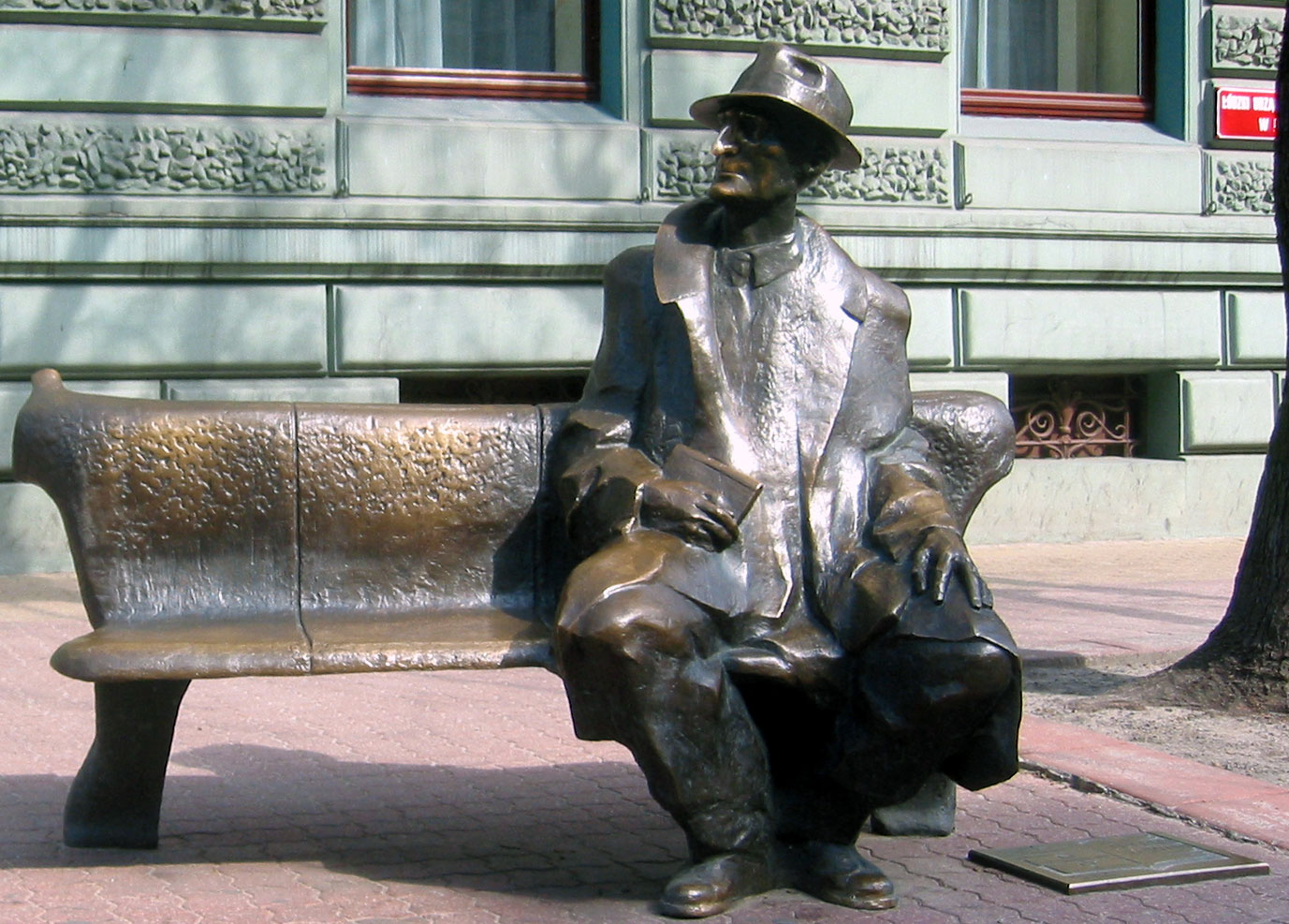
Scultura dedicata a Tuwim su ulica Piotrkowska a Łódź

Tuwim viene considerato il maggiore poeta polacco del novecento ed è stato insignito di numerosi riconoscimenti tra cui il prestigioso Złoty Wawrzyn Akademicki, ricevuto il 5 novembre 1935 dalla Polska Akademia Literatury (Accademia Letteraria Polacca), la Croce di Commendatore, nel 1946, e la Gran Croce dell'Ordine della Polonia Restituta, attribuitagli postuma il 29 dicembre 1953.

### In Italia
Bal w Operze (Il ballo all'Opera), poema considerato tra i suoi capolavori, è stato pubblicato per la prima volta in Italia nel 2007 dalla casa editrice Livello 4 nella traduzione di Marco Vanchetti. Un piccolo e notissimo classico è il suo breve poemetto Lokomotywa (Locomotiva), in cui riesce a riprodurre in polacco i suoni onomatopeici di un treno in movimento; questa e altre poesie per bambini fanno parte dell'antologia Tutti per tutti, pubblicata nel 2010 da Orecchio Acerbo, sempre a cura di Marco Vanchetti. Nel 2020 è stata pubblicata una monografia contenente una raccolta di opere in traduzione (moltissime delle quali in prima edizione in italiano), sempre ad opera di Marco Vanchetti, intitolata Anamorfosi. Viaggio sentimentale nell'opera di Julian Tuwim. Poeta polacco, uscita per i tipi della Florence University Press come volume dei "Quaderni di Lea".

## Pubblicazioni

### Opere
- Locomotiva, Istituto Adam Mickiewicz, Cracovia, 2002. ISBN 9788388814013
- Il ballo all'opera, Livello Quattro, Roma, 2007. ISBN 9788890280719
- Noi ebrei polacchi, Livello Quattro, Roma, 2009. ISBN 9788890280757
- Tutti per tutti: poesie per bambini, Orecchio Acerbo, Roma, 2010. ISBN 9788889025970

### Antologie
- Anamorfosi. Viaggio sentimentale nell'opera di Julian Tuwim, antologia critica a cura di Marco Vanchetti, Florence University Press, 2019. ISBN 978-88-6453-999-7